# Parascon nichollsae
Parascon nichollsae är en djurart som tillhör fylumet trögkrypare, och som beskrevs av Giovanni Pilato och Oscar Lisi 2004. Parascon nichollsae ingår i släktet Parascon och familjen Hypsibiidae. Inga underarter finns listade i Catalogue of Life.